# Як доброго молодця одружили
Як доброго молодця одружили (груз. ივანე კოტორაშვილის ამბავი) — радянський грузинський художній фільм 1974 року, кінокомедія, знята на кіностудії Грузія-фільм режисером Нодаром Манагадзе. Сценарій до фільму написаний Ерломом Ахвледіані спільно з Давидом Джавахішвілі за мотивами поеми Важи Пшавели «Повість про Івана Которашвілі».

## Сюжет
Головний герой фільму — Івана Которашвілі, народний герой, який присвятив все своє життя рідній країни і боровся з іноземними загарбниками. У нього є кохана дівчина — красуня Като, на якій він у результаті і одружується.

## У ролях
- Зураб Капіанідзе — Івана Которашвілі
- Нато Гагнідзе — Като
- Вахтанг Цхададзе — Кітес
- Абессалом Лорія — священик

## Знімальна група
- Режисер — Нодар Манагадзе
- Сценаристи — Ерлом Ахвледіані, Давид Джавахішвілі
- Оператор — Ігор Амасійський
- Композитор — Нодар Габунія
- Художник — Шота Гоголашвілі